# Petr Nedvěd

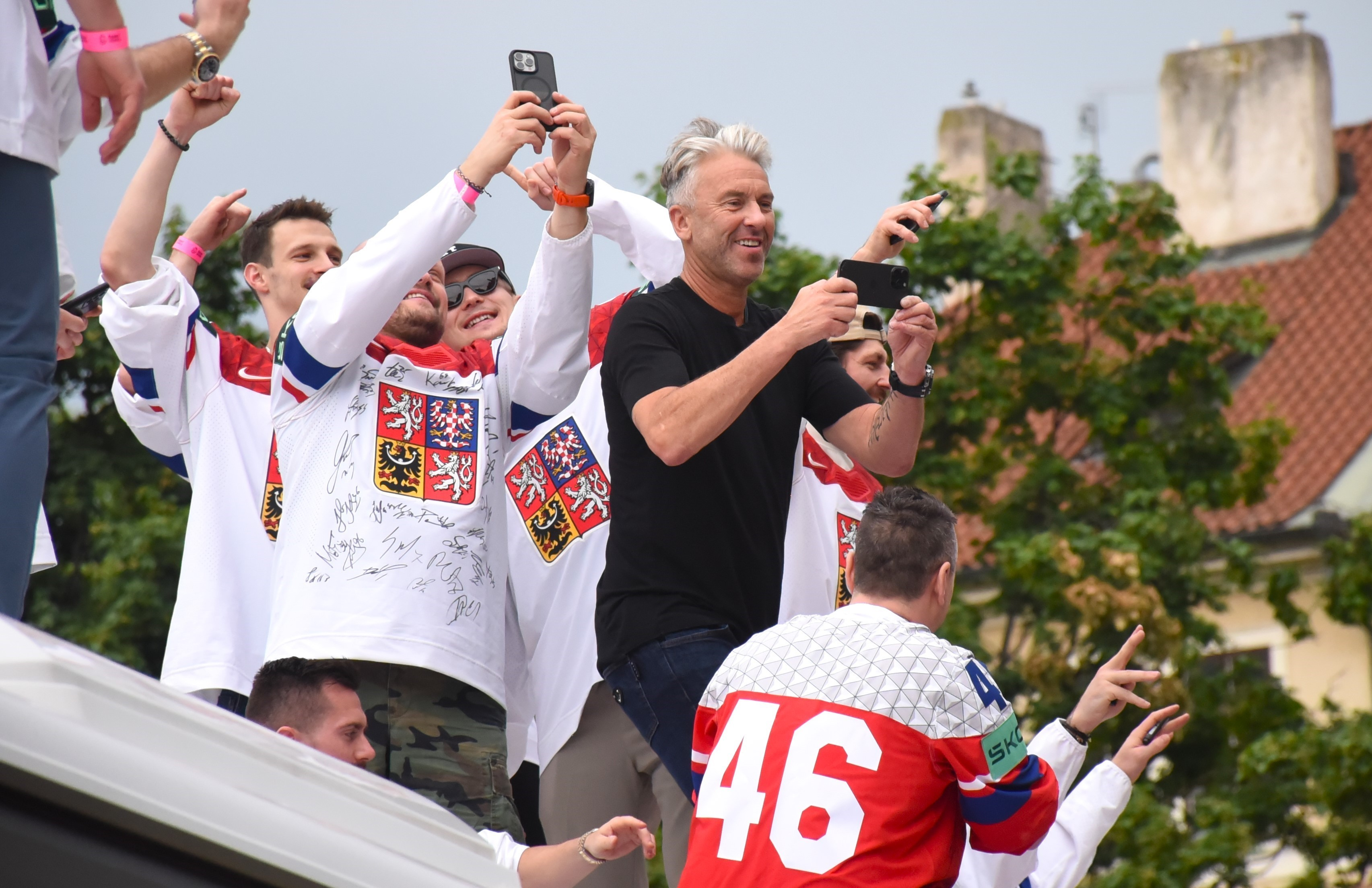
Petr Nedvěd na oslavách titulu z MS 2024

Petr Nedvěd (* 9. prosince 1971 Liberec) je bývalý česko-kanadský profesionální hokejový útočník, který odehrál 15 sezon v NHL. Jeho posledním angažmá byl klub Bílí Tygři Liberec v české extralize. Působil v pozici generálního manažera české hokejové reprezentace, kterým byl v letech 2018–2022 a 2023–2024. V roce 2024 byl uveden do Síně slávy českého hokeje.

## Biografie
Narodil se v Liberci hokejistovi Jaroslavu Nedvědovi a jeho manželce Soně. Československo opustil jako sedmnáctiletý emigrant 2. ledna 1989 po mezinárodním mládežnickém turnaji Mac's AAA Midget Hockey Tournament v Calgary. Nedvěd byl se 17 góly a devíti asistencemi hvězdou turnaje. Rozhodl se emigrovat do Kanady kvůli omezeným životním možnostem v Československu, kde vládl komunistický režim, který byl velmi přísný k propuštění sportovců do zahraničí za profesionální kariérou. Svým rodičům neřekl o svém rozhodnutí a s 20 kanadskými dolary a pomocí jiných českých emigrantů, které dodnes odmítl určit, oznámil svou emigraci na calgarské policejní stanici. V rozhovoru pro list Newark Star Ledger řekl Nedvěd, že hlavní důvod k útěku byl strach, že by později mohl litovat nevyužité příležitosti. Jeho bratr je také hokejista – obránce Jaroslav Nedvěd.
Od roku 2004 byl ženatý se supermodelkou Veronikou Vařekovou. V roce 2006, kdy hrál za Phoenix Coyotes, Nedvěd požádal o výměnu do východní konference NHL, protože Vařeková pracovala převážně v New Yorku. Přesto se během léta 2006 Nedvěd a Vařeková rozvedli. V roce 2007 se vrátil do České republiky.
Roku 2020 se oženil s modelkou Nicole Volfovou a dne 24. července 2020 se jim narodila dcera Naomi Nedvědová. Rozvedli se na konci roku 2023.

## Hokejová kariéra
Po emigraci hrál jednu sezonu za Seattle Thunderbirds v juniorské Western Hockey League a po sezoně byl draftován jako druhá volba celkově do Vancouver Canucks, když v sezoně nastřádal skvělých 145 bodů v 71 zápasech. Předpokládalo se, že se stane hvězdou NHL, ovšem jeho první dvě sezony převládalo mírné zklamání, jeho styl byl označován za příliš měkký. Ve své třetí sezoně 1992–93 však zazářil s 38 góly a 71 body a rekordní klubovou sérií 15 utkání v řadě, ve kterých bodoval. I přesto si pohněval fanoušky Canucks, když po vyřazení ve druhém kole play off požádal svůj idol, kterým byl protihráč z klubu Los Angeles Kings Wayne Gretzky, po prohraném rozhodujícím zápase o hokejku. Pro fanoušky to znamenalo ukázku malé klubové oddanosti tohoto hráče, který dal pouhé 3 góly v 28 zápasech play off v dresu Canucks.
Prioritou před sezonou 1993–1994 bylo si získat lepší smlouvu, což vyústilo ve spory s vedením Canucks a Nedvěd tak nezahájil ročník. Během své stávky získal Nedvěd kanadské občanství a reprezentoval Kanadu na Olympijských hrách v Lillehammeru, odkud si odvezl stříbrnou medaili. Svou situaci v NHL vyřešil před uzávěrkou přestupů, kdy podepsal smlouvu s klubem St. Louis Blues, když byl on a kanadský hokejista Craig Janney klubem získani za kompenzaci od Canucks. Nedvěd získal 20 bodů v 19 zápasech, ale v play off se St. Louis nepřešel již přes první kolo.
Jeho působení v St. Louis nebylo příliš dlouhé, protože byl vyměněn do New York Rangers během výluky NHL v úvodu ročníku 1994–95. Ve zkrácené sezoně nastřádal 23 bodů ve 46 zápasech.
Před sezonou 1995–1996 opět změnil působiště, tentokrát byl vyměněn do Pittsburgh Penguins. Zde zažil nejlepší léta kariéry v ofenzivně laděném týmu okolo superhvězd typu Mario Lemieux, Jaromír Jágr či Ron Francis. Ve své první sezoně za Tučňáky dosáhl osobního rekordu 45 branek a 99 bodů. Úspěšně si vedl i v play off, kde i jeho 20 bodů pomohlo Penguins do finále konference. Během tohoto tažení vstřelil svůj neslavnější gól do sítě Washington Capitals v napínavém utkání, které se čtyřikrát muselo prodlužovat, než jej Nedvěd v čase 79:15 rozhodl. Bylo to nejdelší utkání za předešlých 60 let. Sezona 1996–97 byla dalším povedeným ročníkem, ve kterém nasázel 33 branek a celkem 71 bodů.
Připadal si zde podceněný v nabízeném novém kontraktu a tak kvůli sporům o jeho výši nehrál NHL v sezoně 1997–98. Během sezony nastupoval za několik klubů, odbyl si i premiéru v české extralize v dresu pražské Sparty. Smlouvu v NHL neměl podepsanou ani na začátku ročníku 1998–99, sezonu začal v dresu Las Vegas Thunder v nižší americké soutěži IHL. Situace se vyřešila nakonec dva měsíce po začátku soutěže, kdy byl vyměněn zpět do New York Rangers společně s Rusem Alexejem Kovaljovem. Osobní stávka byla zřejmě chybným tahem hráče, jelikož ve finále na ní nevydělal finančně a navíc opustil klub, ve kterém patřil mezi hvězdy NHL.
Jeho druhé působení v New Yorku bylo podařenější než předchozí a šest sezon, co strávil v Rangers, bylo nejstabilnější angažmá v jeho kariéře. Přestože mužstvu se nedařilo probojovat během této éry do play off, stabilně ukazoval své ofenzivní kvality, dvakrát vyhrál klubové bodování a jednou se umístil na druhém místě. V sezoně 2000–01 vytvořil formaci s dvojicí Jan Hlaváč a Radek Dvořák – trojice si vysloužila přezdívku „Czech Mates“ – pro Nedvěda to byla druhá nejlepší sezona kariéry, dokončil jí s 32 góly a 78 body.
Během méně povedené sezony 2003–04 byl vyměněn do Edmonton Oilers během uzávěrky přestupů. Edmonton sice nezvládl kvalifikovat se do play off, ale on sám v závěru sezony získal solidních 15 bodů v 16 zápasech.
V létě 2004 podepsal smlouvu s Phoenix Coyotes, ale kvůli výluce v NHL strávil sezonu 2004–2005 v klubu HC Sparta Praha v české extralize. Do NHL naskočil opět v ročníku 2005–2006 v dresu Coyotes, ovšem výkonnost nebyla příliš vysoká, vstřelil jen 2 góly a nastřádal 11 bodů v 25 zápasech. Byl vyměněn do Philadelphia Flyers, kde jeho výkonnost šla nahoru a tak získal 14 bodů ve 28 zápasech a pomohl mužstvu do play off, které si zahrál poprvé od roku 1997.
Ročník 2006–2007 pro něj začal slabě a tak jej 18. října zařadil klub na listinu nechráněných hráčů po prohře 9:1, kterou klubu uštědřilo Buffalo Sabres. Poprvé v kariéře byl poslán do farmářské AHL. Po putování mezi NHL a AHL v následujících dvou měsících, si jej vybralo mužstvo Edmonton Oilers, které si slibovalo, že zde naváže na své krátké úspěšné působení v týmu během roku 2004. Trápení ale pokračovalo i v Edmontonu a tak zní vyčíslení sezony takto – pouze 2 góly a 12 bodů ve 40 zápasech za Edmonton a Philadelphii.
Dne 19. června 2007 podepsal roční kontrakt se Spartou Praha, kde odehrál sezonu 2007–08.
V létě 2008 se pokusil o comeback do NHL, když byl pozván do tréninkového kempu New York Rangers. Ten však 26. září opustil a nastupoval v extralize za svůj rodný Liberec v dresu Bílých Tygrů.
Dne 13. března 2014 po nepovedeném předkole play off proti týmu HC Vítkovice Steel ukončil hráčskou kariéru. O čtyři roky později, 3. února 2018, si zahrál jeden soutěžní zápas za prvoligové Benátky nad Jizerou proti Kladnu, za které nastoupil Jaromír Jágr, jenž se do Česka vrátil z angažmá v NHL. V utkání, které se odehrálo v Liberci, dal Nedvěd jeden gól a na další přihrál. Zápas pojal jako rozlučku se svou kariérou, kterou o den později následovalo slavnostní vyvěšení dresu s jeho číslem 93 pod strop libereckého stadionu.
V červnu 2018 se stal generálním manažerem české hokejové reprezentace. Ve funkci skončil v září 2022 z rodinných důvodů. Do této pozice se vrátil v červnu 2023, avšak v srpnu 2024 opět z této pozice z rodinných důvodů odešel.

## Ocenění
- 1990: Jim Piggott Memorial Trophy Nejlepší nováček (WHL)
- 1990: Nováček roku (CHL)
- 1994: Stříbrná medaile (Zimní olympijské hry)
- 2012: Vítěz kanadského bodování Extraligy ledního hokeje
- 2024: Uveden do Síně slávy českého hokeje.

## Prvenství

### NHL
- Debut – 6. října 1990 (Los Angeles Kings proti Vancouver Canucks)
- První gól – 27. října 1990 (Hartford Whalers proti Vancouver Canucks, kanadskému brankáři Peter Sidorkiewicz)
- První asistence – 8. listopadu 1990 (Toronto Maple Leafs proti Vancouver Canucks)
- První hattrick – 5. března 1996 (Pittsburgh Penguins proti Winnipeg Jets)

### ČHL
- Debut – 11. září 1997 (HC Sparta Praha proti HC Petra Vsetín)
- První gól – 23. září 1997 (HC Sparta Praha proti HC Becherovka Karlovy Vary, brankáři Vladimíru Hudáčkovi)
- První asistence – 23. září 1997 (HC Sparta Praha proti HC Becherovka Karlovy Vary)
- První hattrick – 14. března 2010 (Bílí Tygři Liberec proti HC Mountfield)

## Poznámka
- Byl označen jako číslo 71 v knize o stovce nejlepší hokejistů, co kdy oblékali dres New York Rangers, která se jmenuje 100 Ranger Greats (John Wiley & Sons, 2009).

## Statistika
| Sezóna       | Klub                   | Soutěž       |     | Základní část | Základní část | Základní část | Základní část | Základní část |    | Play off | Play off | Play off | Play off | Play off |
| Sezóna       | Klub                   | Soutěž       | Z   | G             | A             | B             | TM            | Z             | G  | A        | B        | TM       |          |          |
| 1988/89      | HC Litvínov – junioři  | ČSHL-20      | 20  | 32            | 19            | 51            | 12            | —             | —  | —        | —        | —        |          |          |
| 1989/90      | Seattle Thunderbirds   | WHL          | 71  | 65            | 80            | 145           | 80            | 11            | 4  | 9        | 13       | 2        |          |          |
| 1990/91      | Vancouver Canucks      | NHL          | 61  | 10            | 6             | 16            | 20            | 6             | 0  | 1        | 1        | 0        |          |          |
| 1991/92      | Vancouver Canucks      | NHL          | 77  | 15            | 22            | 37            | 36            | 10            | 1  | 4        | 5        | 16       |          |          |
| 1992/93      | Vancouver Canucks      | NHL          | 84  | 38            | 33            | 71            | 96            | 12            | 2  | 3        | 5        | 2        |          |          |
| 1993/94      | St. Louis Blues        | NHL          | 19  | 6             | 14            | 20            | 8             | 4             | 0  | 1        | 1        | 4        |          |          |
| 1994/95      | New York Rangers       | NHL          | 46  | 11            | 12            | 23            | 26            | 10            | 3  | 2        | 5        | 6        |          |          |
| 1995/96      | Pittsburgh Penguins    | NHL          | 80  | 45            | 54            | 99            | 68            | 18            | 10 | 10       | 20       | 16       |          |          |
| 1996/97      | Pittsburgh Penguins    | NHL          | 74  | 33            | 38            | 71            | 66            | 5             | 1  | 2        | 3        | 12       |          |          |
| 1997/98      | HC Sparta Praha        | ČHL          | 5   | 2             | 3             | 5             | 8             | 6             | 0  | 2        | 2        | 52       |          |          |
| 1997/98      | HC Liberec             | 1.ČHL        | 2   | 0             | 3             | 3             | 0             | —             | —  | —        | —        | —        |          |          |
| 1997/98      | Nový Jičín             | 2.ČHL        | 7   | 9             | 16            | 25            | 0             | —             | —  | —        | —        | —        |          |          |
| 1997/98      | Las Vegas Thunder      | IHL          | 3   | 3             | 3             | 6             | 4             | —             | —  | —        | —        | —        |          |          |
| 1998/99      | New York Rangers       | NHL          | 56  | 20            | 27            | 47            | 50            | —             | —  | —        | —        | —        |          |          |
| 1998/99      | Las Vegas Thunder      | IHL          | 13  | 8             | 10            | 18            | 32            | —             | —  | —        | —        | —        |          |          |
| 1999/00      | New York Rangers       | NHL          | 76  | 24            | 44            | 68            | 40            | —             | —  | —        | —        | —        |          |          |
| 2000/01      | New York Rangers       | NHL          | 79  | 32            | 46            | 78            | 54            | —             | —  | —        | —        | —        |          |          |
| 2001/02      | Bílí Tygři Liberec     | 1.ČHL        | 1   | 3             | 0             | 3             | 2             | —             | —  | —        | —        | —        |          |          |
| 2001/02      | New York Rangers       | NHL          | 78  | 21            | 25            | 46            | 36            | —             | —  | —        | —        | —        |          |          |
| 2002/03      | New York Rangers       | NHL          | 78  | 27            | 31            | 58            | 64            | —             | —  | —        | —        | —        |          |          |
| 2003/04      | New York Rangers       | NHL          | 65  | 14            | 17            | 31            | 42            | —             | —  | —        | —        | —        |          |          |
| 2003/04      | Edmonton Oilers        | NHL          | 16  | 5             | 10            | 15            | 4             | —             | —  | —        | —        | —        |          |          |
| 2004/05      | HC Sparta Praha        | ČHL          | 46  | 22            | 13            | 35            | 44            | 5             | 2  | 3        | 5        | 10       |          |          |
| 2005/06      | Phoenix Coyotes        | NHL          | 25  | 2             | 9             | 11            | 34            | —             | —  | —        | —        | —        |          |          |
| 2005/06      | Philadelphia Flyers    | NHL          | 28  | 5             | 9             | 14            | 36            | 6             | 2  | 0        | 2        | 8        |          |          |
| 2006/07      | Philadelphia Flyers    | NHL          | 21  | 1             | 6             | 7             | 18            | —             | —  | —        | —        | —        |          |          |
| 2006/07      | Philadelphia Phantoms  | AHL          | 14  | 4             | 7             | 11            | 10            | —             | —  | —        | —        | —        |          |          |
| 2006/07      | Edmonton Oilers        | NHL          | 19  | 1             | 4             | 5             | 10            | —             | —  | —        | —        | —        |          |          |
| 2007/08      | HC Sparta Praha        | ČHL          | 45  | 20            | 5             | 25            | 98            | 4             | 0  | 1        | 1        | 20       |          |          |
| 2008/09      | Bílí Tygři Liberec     | ČHL          | 33  | 14            | 14            | 28            | 72            | 3             | 0  | 1        | 1        | 6        |          |          |
| 2009/10      | Bílí Tygři Liberec     | ČHL          | 35  | 15            | 20            | 35            | 94            | 15            | 8  | 9        | 17       | 16       |          |          |
| 2010/11      | Bílí Tygři Liberec     | ČHL          | 45  | 14            | 41            | 55            | 74            | 7             | 7  | 3        | 10       | 12       |          |          |
| 2011/12      | Bílí Tygři Liberec     | ČHL          | 49  | 24            | 37            | 61            | 64            | 11            | 6  | 7        | 13       | 34       |          |          |
| 2012/13      | Bílí Tygři Liberec     | ČHL          | 48  | 20            | 33            | 53            | 151           | 18            | 7  | 11       | 18       | 32       |          |          |
| 2013/14      | Bílí Tygři Liberec     | ČHL          | 49  | 19            | 31            | 50            | 103           | 3             | 0  | 0        | 0        | 10       |          |          |
| 2017/18      | HC Benátky nad Jizerou | 1.ČHL        | 1   | 1             | 1             | 2             | 0             | —             | —  | —        | —        | —        |          |          |
| Celkem v NHL | Celkem v NHL           | Celkem v NHL | 982 | 310           | 407           | 717           | 708           | 71            | 19 | 23       | 42       | 64       |          |          |
| Celkem v ČHL | Celkem v ČHL           | Celkem v ČHL | 355 | 150           | 197           | 347           | 708           | 72            | 30 | 37       | 67       | 192      |          |          |

pozn: u sezony 2012/13 je v kolonce play off kurzívou uvedena bilance ze skupiny o umístění a baráž extraligy
Během stávkování v sezoně 1997/1998 nastoupil i v nižších českých soutěžích. Za Liberec nastoupil i v prvoligovém utkání v úvodu sezony 2001/2002. V roce 2018 absolvoval jeden prvoligový zápas jako rozlučku s kariérou.

## Reprezentace
Start na olympijském turnaji v roce 1994 za Kanadu mu znemožnil hrát za českou reprezentaci na akcích pořádaných mezinárodní hokejovou federací IIHF. V přípravě na olympijské hry sehrál za Kanadu 17 utkání a nastřádal v nich 31 bodů (19 gólů a 12 asistencí).
Za Česko nastoupil na Světovém poháru 1996, který pořádala NHL. V rámci přípravy sehrál na turnaji Pragobanka Cup ve Zlíně utkání proti Finsku, ve kterém skóroval.
V sezóně 2011/2012 se stal opět způsobilým nastupovat za český tým a byl nominován na Karjala Cup, kde vstřelil tři branky ve třech utkáních. Odehrál také 2 další série Euro Hockey Tour (celkově 1. místo) a v květnu 2012 nastoupil poprvé na mistrovství světa za Českou republiku a získal bronzovou medaili. Naposledy se velkého turnaje zúčastnil při olympijských hrách v Soči 2014 (7. místo).
Celkově za reprezentaci sehrál 39 utkání a nastřílel 11 branek.

### Reprezentační statistiky
| Rok                       | Tým                       | Soutěž                    | Z  | G | A | B  | TM |
| ------------------------- | ------------------------- | ------------------------- | -- | - | - | -- | -- |
| 1994                      | Kanada                    | OH                        | 8  | 5 | 1 | 6  | 6  |
| 1996                      | Česko                     | SP                        | 3  | 0 | 1 | 1  | 8  |
| 2012                      | Česko                     | MS                        | 9  | 3 | 2 | 5  | 2  |
| 2014                      | Česko                     | OH                        | 5  | 0 | 1 | 1  | 4  |
| Seniorská kariéra celkově | Seniorská kariéra celkově | Seniorská kariéra celkově | 25 | 8 | 5 | 13 | 20 |